# (10863) Oye
(10863) Oye est un astéroïde de la ceinture principale.

## Description
(10863) Oye est un astéroïde de la ceinture principale. Il fut découvert le 31 août 1995 à Haleakala par l'observatoire AMOS. Il présente une orbite caractérisée par un demi-grand axe de 2,94 UA, une excentricité de 0,08 et une inclinaison de 13,4° par rapport à l'écliptique.

## Compléments